# Palmas (Tocantins)
Palmas is een gemeente en de hoofdstad van de staat Tocantins in Brazilië. De stad werd gesticht in 1990, en ligt op een hoogte van 280 meter. In 2022 had het een geschatte inwonersaantal van 302.692, verdeeld over 2227 km². De stad is vooralsnog de kleinste hoofdstad van een staat in Brazilië, maar kent wel een sterke groei. In 2014 was het inwoneraantal al gestegen tot boven de 265.000. De stad ligt aan de oostzijde van de rivier de Tocantins.

## Aangrenzende gemeenten
De gemeente grenst aan Aparecida do Rio Negro, Lajeado, Miracema do Tocantins, Monte do Carmo, Novo Acordo, Porto Nacional en Santa Tereza do Tocantins.

## Verkeer en vervoer
De stad ligt aan de radiale snelweg BR-010 tussen Brasilia en Belém. Daarnaast ligt ze aan de wegen TO-030, TO-050, TO-080 en TO-348.